# Trietilamina
La trietilamina es un compuesto químico de fórmula N(CH2CH3)3, a menudo abreviado como Et3N. Es una amina terciaria en donde el nitrógeno está unido a tres grupos etilo.

## Propiedades físicas y químicas
La trietilamina es un líquido incoloro que tiene un fuerte olor a pescado con reminiscencias de amoníaco. Este compuesto es también responsable del olor de la planta del espino, así como el del semen, entre otros.
Tiene una densidad de 0,726 g/cm³, inferior a la del agua, mientras que en fase gaseosa es 3,5 veces más denso que el aire.
Su punto de ebullición es de 89 °C y su punto de fusión es de -115 °C.
Es soluble en etanol, tetracloruro de carbono y éter etílico, y muy soluble en acetona, benceno y cloroformo. Su solubilidad en agua es de 88 g/L, pero es más soluble en disolventes hidrófobos (logP = 1,45). Posee una tensión superficial de 20,7 dina/cm, ligeramente inferior a la del etanol.
La trietilamina es un compuesto básico (pKa = 10,78) que neutraliza ácidos en reacciones exotérmicas formando sales y agua. Asimismo, reacciona con aluminio y zinc, y lo hace de forma violenta con agentes oxidantes. Su combinación con agentes reductores fuertes —tales como hidruros—, puede generar hidrógeno gaseoso.

## Síntesis
La trietilamina se prepara por alquilación de amoníaco con etanol:
NH3 + 3 C2H5OH   →   N(C2H5)3 + 3 H2O
Otra vía de síntesis se basa en la hidrodesnitrogenación fotocatalítica de cianuros aromáticos, llevada a cabo con TiO2 cargado con nanopartículas de paladio en presencia de etanol como fuente de hidrógeno.

## Aplicaciones

### Principales aplicaciones
La trietilamina aparece de forma común en síntesis orgánica porque es la amina terciaria simétrica más simple que es líquida a temperatura ambiente. Otro compuesto relacionado con esta amina, la N,N-diisopropiletilamina o base de Hünig, es también muy utilizado en síntesis.
La trietilamina  se emplea frecuentemente en síntesis orgánica como base, generalmente en la preparación de ésteres y amidas a partir de cloruros de acilo. Estas reacciones conducen a la producción de cloruro de hidrógeno, que reacciona con la trietilamina para formar la sal hidrocloruro de trietilamina, más conocida como cloruro de trietilamonio. Esta reacción elimina el cloruro de hidrógeno de la mezcla, un requisito para la finalización de estas reacciones:
R2NH + R'C (O) Cl + Et3N → R'C (O) NR2 + Et3NH+Cl-      (siendo R, R' = alquilo, arilo)
Al igual que otras aminas terciarias, cataliza la formación de espumas de uretano y resinas epoxi. También se emplea en reacciones de deshidrohalogenación y en oxidaciones de Swern.
Diversos pesticidas derivados de ácidos carboxílicos, como triclopyr y ácido 2,4-diclorofenoxiacético, contienen sales de esta amina.
La trietilamina se alquila con facilidad —véase más arriba— produciendo la sal cuaternaria de amonio correspondiente:
RI + Et3N → Et3NR+I-
En este sentido, las sales amónicas de trietilamina se utilizan en la industria textil como tintes. Otro uso de la trietilamina es como catalizador y neutralizador ácido en reacciones de condensación y es útil como producto intermedio en la fabricación de medicamentos y pesticidas. Solubiliza el 2,4,5-T en agua y sirve como extractor selectivo en la purificación de antibióticos. También se usa como edulcorante no-nutritivo o como acelerador en el revelado de material fotográfico.

### Aplicaciones secundarias
La trietilamina es el ingrediente activo de FlyNap, compuesto empleado para anestesiar la mosca Drosophila melanogaster.
Asimismo, el bicarbonato de trietilamina (conocido como TEAB por sus siglas en inglés) se usa en cromatografía de fase inversa, frecuentemente en gradientes para purificar nucleótidos y otras biomoléculas.

## Precauciones
Este compuesto es altamente inflamable y, al arder, desprende humos tóxicos. Por otra parte, su vapor mezclado con el aire conlleva peligro de explosión. Alcanza el punto de inflamabilidad a -8 °C.

## Toxicidad
En el organismo humano, la exposición a corto plazo al vapor de trietilamina causa irritación de ojos, inflamación de la córnea y visión de halo; se ha documentado ver «neblina azul» o «visión llena de humo», efectos que son reversibles al cesar la exposición. Una exposición aguda puede irritar la piel y las membranas mucosas y el contacto con los ojos puede provocar graves quemaduras.